# St. Petrus Canisius (Alzenbach)

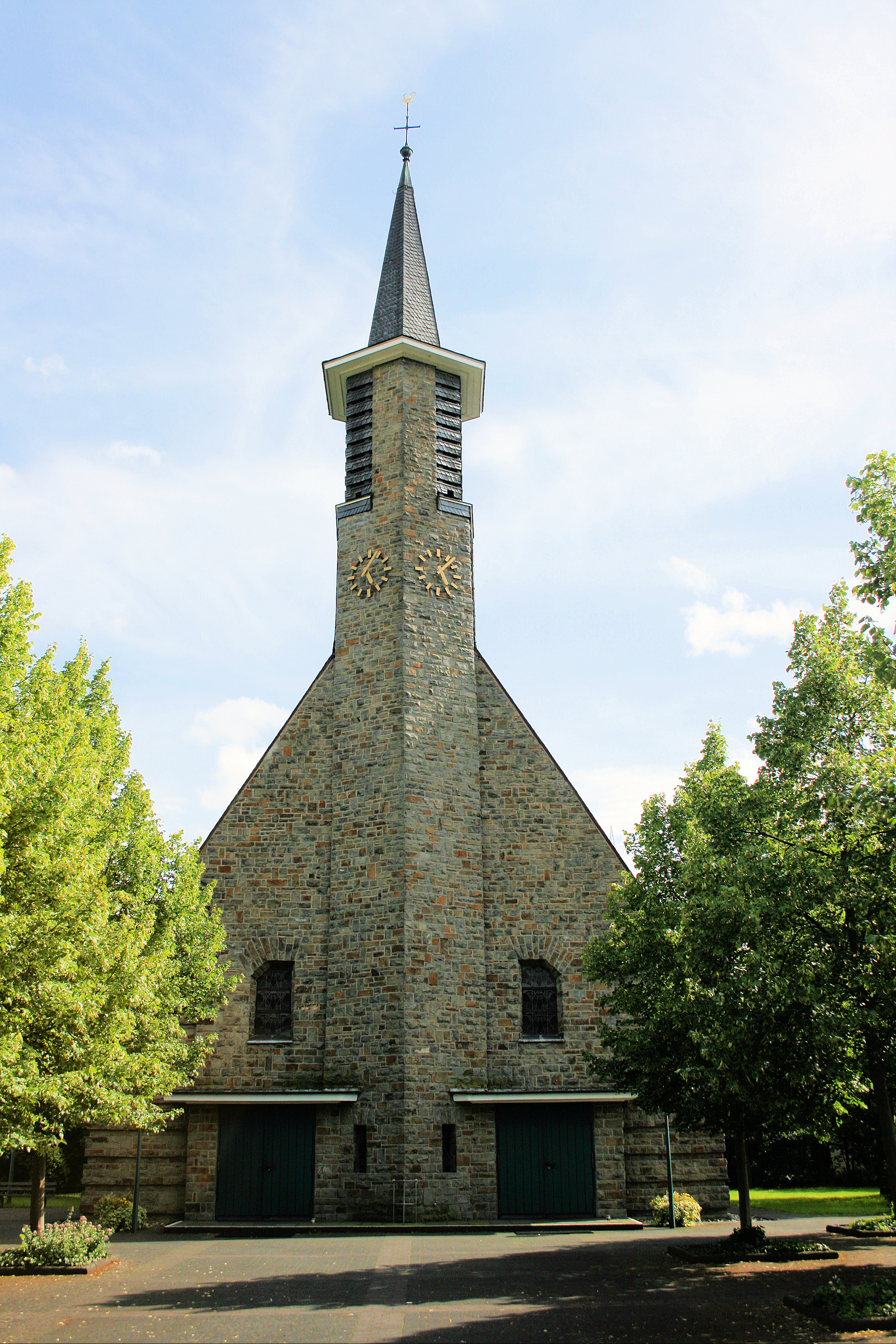
St.-Petrus-Canisius-Kirche

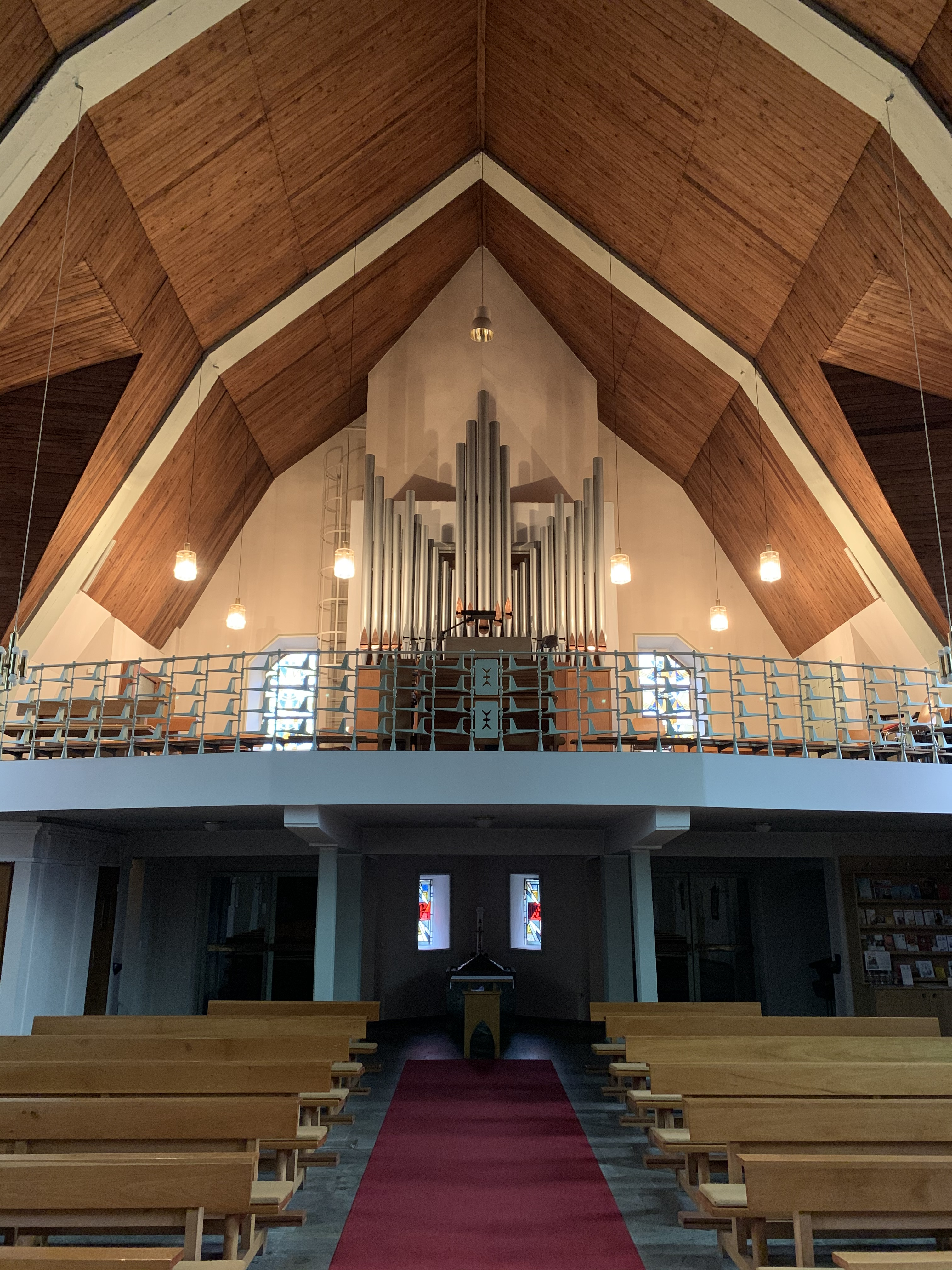
Orgelempore mit der Klais-Orgel

Die katholische Pfarrkirche St. Petrus Canisius ist ein denkmalgeschütztes Kirchengebäude in Alzenbach, einem Dorf in der Gemeinde Eitorf im Rhein-Sieg-Kreis (Nordrhein-Westfalen). Die Pfarrgemeinde Eitorf gehört zur Erzdiözese Köln.

## Geschichte und Architektur
Die Kirche ist dem Patrozinium des heiligen Kirchenlehrers Petrus Canisius unterstellt. Der Bruchsteinbau mit einem schlanken Fassadenturm wurde 1927 errichtet. Das spitzbogige Holzgewölbe steigt vom Fußboden auf. Das Gebäude wurde nach den Plänen des Architekten Walter Joseph Schmitz erbaut, der mit seinen "modernen" Vorstellungen seines eindrucksvollen Erstlingswerks überzeugte. Die Bauaufsicht vor Ort übernahm Architekt Brodesser. Der Bau ist ein charakteristisches Beispiel für den Expressionismus in der Kirchenbaukunst. Im Jahre 2010 wurde die eigenständige Pfarrgemeinde Alzenbach mit den anderen Pfarrgemeinden Mühleip und Eitorf zusammengelegt und unter den Namen „Seelsorgebereich St. Patricius“ gestellt.

## Ausstattung
- Das Fenster im Chor wurde von dem bekannten Maler Jan Thorn Prikker  geschaffen.
- Das ungefasste Kruzifix aus Holz stammt aus der zweiten Hälfte des 15. Jahrhunderts.
- Die Rosenkranzmadonna in einem Medaillon entstand am Anfang des 18. Jahrhunderts.[1]
- Das Fenster im Chor mit Christus-Darstellung wurde 2017 renoviert.

### Orgel
Die Orgel wurde von der Orgelbaufirma Klais aus Bonn erbaut und am Christkönigsfest 1957 feierlich eingeweiht. 
Sie besitzt folgende Register:

Pedal:
1. Subbass 16′
2. Principalbass 16′
3. Fagott 16′
4. Gedacktbass 8′
5. Choralbass 4′
6. Flachflöte 2′
Koppeln: I-P,II-P

Hauptwerk:
7. Principal 8′
8. Stillgedackt 8′
9. Spitzflöte 4′
10. Octav 2′
11. Mixtur 4f.
12. Schalmey 8′
Koppeln: Sub II-I, II-I

Positiv:
13. Rohrflöte 8′
14. Weidenpfeife 8′
15. Principal 4′
16. Quintadena 4′
17. Waldflöte 2′
18. Scharff 3–4f.

Autor: Daniel Gitsels

### Glocken
` 
Im Turm der St. Petrus-Canisius Kirche hängen drei Glocken, die von der Firma Petit und Edelbrock in Gescher gegossen wurden.
| Nr. | Name            | Durchmesser (mm) | Masse (kg) | Gussjahr | Schlagton (HT-1/16) |
| 1   | Maria           | 735              | 260        | 1958     | c2 +8               |
| 2   | Petrus Canisius | 615              | 145        | 1958     | es2 +9              |
| 3   | Nicht bekannt   | 545              | 100        | 1927     | f2 +10              |